# Ільїнський Григорій Андрійович
Григо́рій Андрі́йович Ільї́нський  (*11/23 березня 1876, Петербург — †14 грудня 1937, Томськ) — український та радянський учений, філолог-славіст, історик, археограф, етнограф, педагог, доктор філології з 1911 р., член-кореспондент Російської АН (пізніше АН СРСР) з 1921 р., Болгарської АН з 1929 р., Польської АН з 1930 р. Жертва сталінських репресій.

## Життєпис
Народився в Петербурзі у родині вчителя, українець за походженням[джерело?].
1898 року закінчив Петербурзький університет із золотою медаллю і дипломом першого ступеню. Протягом 1901—1903 рр. займався науковою роботою в Німеччині, Чехії, Австрії, Сербії, Болгарії. 1902 р. у Празі опублікував працю «Про архаїзми і новотворення праслов'янської мови. Морфологічні етюди», яка принесла йому визнання в наукових колах. З 1904 р. — приват-доцент Петербурзького університету, 1907-09 рр. — приват-доцент кафедри славістики Харківського університету, 1909-15 рр. — професор Ніжинського історико-філологічного інституту. Тоді ж викладав на Вищих жіночих курсах у Києві.
Протягом 1916-20 рр. — професор Юр'ївського (нині Тартуський) університету, з 1920 р. — Саратовського університету, з 1927 р. професор кафедри славістики Першого Московського університету.
Наприкінці 1933 — на початку 1934 рр. розпочалися арешти вчених-філологів за «справою славістів», до якої потрапили видатні науковці Сперанський, О. М. Селищев, М. М. Дурново, В. В. Виноградов й інші. 11 січня 1934 р. Ільїнського було заарештовано та засуджено до 10 років соловецьких таборів. У серпні табори замінили на 5 років заслання до Західного Сибіру (м. Славгород). Учасників справи звинуватили у зв'язках із «віденським центром» на чолі з Трубецьким.
Підслідним ставили у провину створення антирадянської організації, що планувала насильницьке повалення радянської влади, зв'язок із іноземними урядами й закордонними антирадянськими центрами. Ідеологічним же підґрунтям цієї організації визначили євразійство — ідейно-політичну течію, яку очолював згаданий Трубецькой.
11 липня 1936 р. Ільїнського було звільнено, і він оселився в Томську, де, через заборону займатися педагогічною діяльністю, працював бібліотекарем у краєзнавчому музеї. 19 листопада 1937 р. його заарештували повторно і засудили до розстрілу. Вирок було виконано 14 грудня того ж року.
Після смерті вченого виключили з АН СРСР (29 квітня 1938 р.) і лише 11 серпня 1967 р. постановою Президії АН СРСР № 7 у зв'язку з реабілітацією Григорія Андрійовича було поновлено в лавах Академії наук СРСР.
Після смерті  Ільїнського, на жаль, втрачено значну частину його праць, уже підготовлених до друку.

## Науковий доробок
1908 р. видав «Лекції з історії південнослов'янських літератур». 1916 р. була опублікована основна наукова праця Ільїнського «Праслов'янська граматика», в якій учений досліджував фонетичні та морфологічні особливості праслов'янської мови в її розвитку.
Історію розвитку праслов'янської мови Ільїнський ділить на два основні етапи: перший, початковий, період поступового розвитку мови і другий — період помітних змін у фонетичній системі і незначних змін у морфології.
Значні діалектні зміни у праслов'янській мові сталися, на думку Ільїнського, у ІІІ ст. до н. е. Для вивчення праслов'янської мови застосовував системний підхід, у якому поєднував вивчення фонетичних, морфологічних і словотворчих закономірностей з етимологічними спостереженнями. За рекомендацією О. Шахматова Ільїнському було присуджено академічну премію і відзначено золотою медаллю. «Праслов'янська граматика» значною мірою є актуальною й нині.
Ільїнським було написано ряд цікавих наукових праць, в тому числі «Слепченский апостол» (1912 р.) та «Охридские листки» (1915 р.). Праця «Грамоти болгарських царів» (1911 р.) була нагороджена премією ім. Ломоносова.
У своїй науковій творчості широко застосовував порівняльно-історичний метод. У працях відмічають тенденцію до применшення ролі іноземних впливів, переоцінки ролі чергувань звуків і пояснення ними мовних фактів, без необхідної уваги до історичних особливостей розвитку мови і лінгвістичної географії. Ільїнському належить близько 200 праць загальнослов'янської проблематики, в тому числі етимологічні розвідки, статті та рецензії на славістичні праці мовознавців.
Статті «До історії малоруського імперативу» (1925 р.), «Як виникли форми називного відмінку однини середнього роду типу „зілля“» (1931 р.), «Замітка про український прислівник гала» (1931 р.), «Українське -ач в давальному відмінку» (1933 р.) присвячені морфології та словотворенню української мови. Дослідники виділяють розвідку Ільїнського «До питання про асиміляцію голосних в українській мові» (1926 р.).
Ільїнському належать «Українські етимології» (1933 р.) і кілька статей, присвячених етимології українських гідронімів. Погляди І. на походження української мови викладені у низці рецензій на праці А. Кримського, О. Соболевського та ін. За основу, на якій формувалася українська мова, І. уважав розмовну мову Центральної України, зокрема Київщини та Полтавщини.
Протягом останніх років наукової роботи Ільїнський наполегливо працював над працею «Нарис систематичної кирило-мефодіївської бібліографії» (1934 р.) і складанням етимологічного словника української мови (неопублікований).
Праці Ільїнського присвячені формуванню і становленню давніх слов'янських мов, окремим питанням морфології, фонетики та етимології української мови значно вплинули на подальший розвиток філологічної науки.